# Белизско-китайские отношения
Белизско-китайские отношения — двусторонние дипломатические отношения между Белизом и Китаем. Государства являются членами Организации Объединённых Наций.

## История
Государства установили дипломатические отношения 6 февраля 1987 года, и Китай направил в Белиз своего посла-нерезидента. 11 октября 1989 года Белиз объявил об установлении дипломатических отношений с Китайской Республикой (Тайвань). 23 октября 1989 года правительство Китайской Народной Республики объявило о разрыве дипломатических отношений с Белизом. В настоящее время интересы Китая в Белизе представлены через посольство на Ямайке.
В июне 1997 года между государствами было подписано «Соглашение между правительством Китайской Народной Республики и правительством Белиза о преобразовании почётного консульства Белиза в Гонконге в „Торговое представительство Белиза“».
В октябре 2019 года Китай арестовал гражданина Белиза в Гуанчжоу по обвинению в финансировании преступной деятельности, наносящей ущерб национальной безопасности. В апреле 2020 года Китай объявил, что будет судить гражданина за «сговор с иностранными силами» в Гонконге и финансирование «враждебных элементов в Соединённых Штатах Америки» В июне 2020 года Белиз открыто выступил против закона о национальной безопасности Гонконга.